# Henize 2-47
Henize 2-47 – mgławica planetarna znajdująca się w konstelacji Kila. Mgławica ta jest odległa o około 6600 lat świetlnych od Ziemi. Hen 2-47 zawiera widoczne trzy pary wyróżniających się obszarów gazu. Prawdopodobnie powstały one w wyniku trzech różnych wyrzutów materii z gwiazdy centralnej. Za każdym razem gwiazda odrzucała materię w dwóch przeciwnych kierunkach.
Obiekt ten jest bardzo młody, w obecnie obserwowanym kształcie uformował się najwyżej kilkaset lat temu, reprezentuje pierwszą fazę ewolucji mgławic planetarnych. Pierwsze zdjęcia mgławicy zostały zrobione przez Kosmiczny Teleskop Hubble’a w 2007.